# Poison Ivy (musicienne)
Pour les articles homonymes, voir Poison Ivy.
Poison Ivy, ou Poison Ivy Rorschach, de son vrai nom Kristy Marlana Wallace, est une guitariste américaine, auteure-compositrice, arrangeuse musicale, productrice et occasionnellement chanteuse, qui a cofondé le groupe The Cramps avec son époux Lux Interior.
« Figure radicale de l'histoire du rock'n roll », elle a marqué la scène tant par ses tenues provocantes et assumées, s'ajoutant au côté trash de Lux Intérior, que par l'originalité de son interprétation musicale : guitariste solo et rythmique passionnée et aussi occasionnellement bassiste, son jeu spécifique aux riffs rockabilly lents et pop-rock revisité a eu une influence majeure sur les guitaristes du mouvement punk alors en plein essor, ainsi que sur les femmes musiciennes de la scène rock.

## Biographie
Elle est née le 20 février 1953 à San Bernardino (Californie). À l’âge de cinq ans, elle part vivre à Sacramento. Sa famille, très nomade, lui transmet le goût de la musique, par son grand-père violoniste et son frère. Durant ses études, qui ne l'intéressent pas, bien qu'elle soit brillante, elle a une attitude rebelle et privilégie la musique.
En 1972, elle étudie à l'université d'État de Californie à Sacramento. Sur sa rencontre avec son futur époux, les versions divergent : c'est soit lors d'un cours où ils sont inscrits tous les deux, Art et Chamanisme, ou bien un jour qu'elle fait du stop,,, qu'elle rencontre Lux Interior dont elle partage la vie jusqu’à la mort de ce dernier, en 2009. Ils vivent un temps dans l'Ohio avant de partir pour New-York où ils fondent les Cramps en 1976 : « ...à cette époque, il n'y avait vraiment qu'un seul endroit où déménager une meute de cinglés proto-punk ».
Poison Ivy est déjà son surnom avant la fondation du groupe, elle ajoute Rorschach en référence au psychanalyste suisse Hermann Rorschach, après avoir fait un rêve.
C’est elle qui trouve le nom du groupe, après avoir longuement examiné une pochette des Kinks. The Cramps joue son premier concert en 1976. Fin 1978, Poison Ivy devient pour un temps manager du groupe.

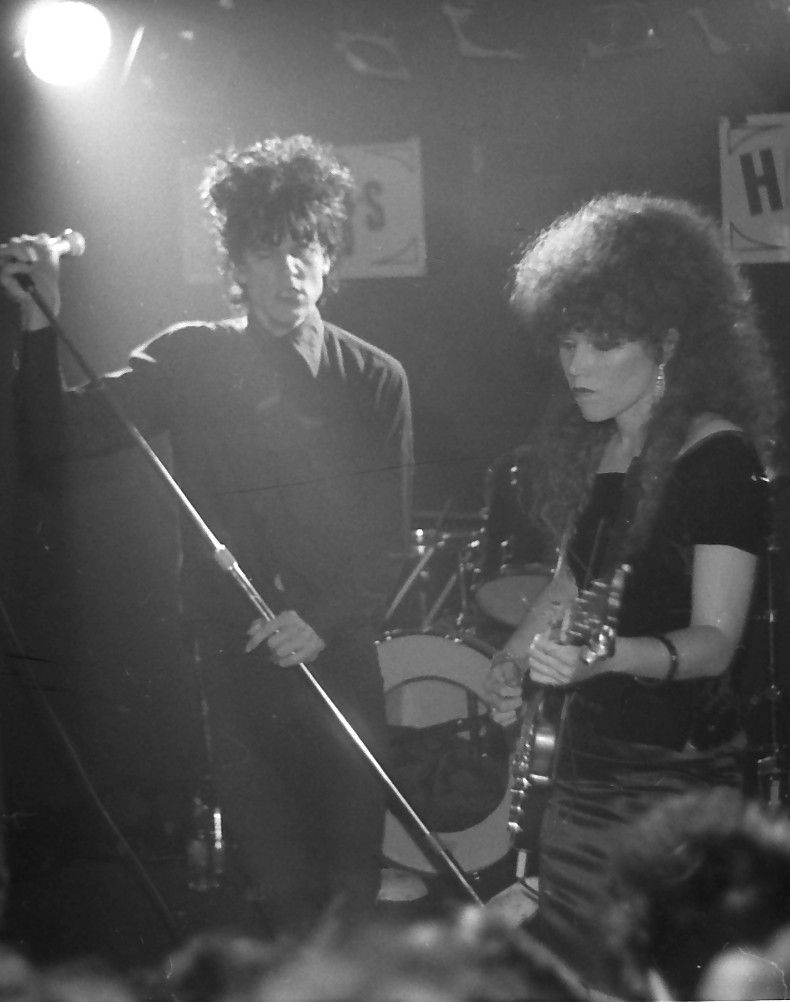
Lux et Ivy au Larry's Hideaway, Toronto, 14 juin 1982.

À ses débuts, personne ne discute de guitare avec elle, l'attention se portant sur Lux : « Je suis la reine du rock n' roll et que cela ne soit pas reconnu, c'est du pur sexisme ». Par la suite, au cours de sa carrière, elle contribue par sa présence sur scène, ses pochettes d'album, ses costumes et son look provocateur, à changer l'image de la musicienne de rock'n roll à l'encontre des attitudes sexistes présentes dans le rock et de la misogynie du milieu musical en général qu'elle refuse. Elle travaille son aspect de sex-symbol par une garde-robe de latex et de tenues de pin-up : « Nous voulions être aussi choquants, sexy et originaux que l'étaient les grands pionniers du rock and roll qui ont changé la culture dans les années 50 et 60 ». Le résultat est qu'elle apparaît sur scène à mi-chemin entre Morticia Addams et Betty Page, jouant ainsi, comme Lux Intérior en chaussures à talon, « sur les stéréotypes de la sexualité ».

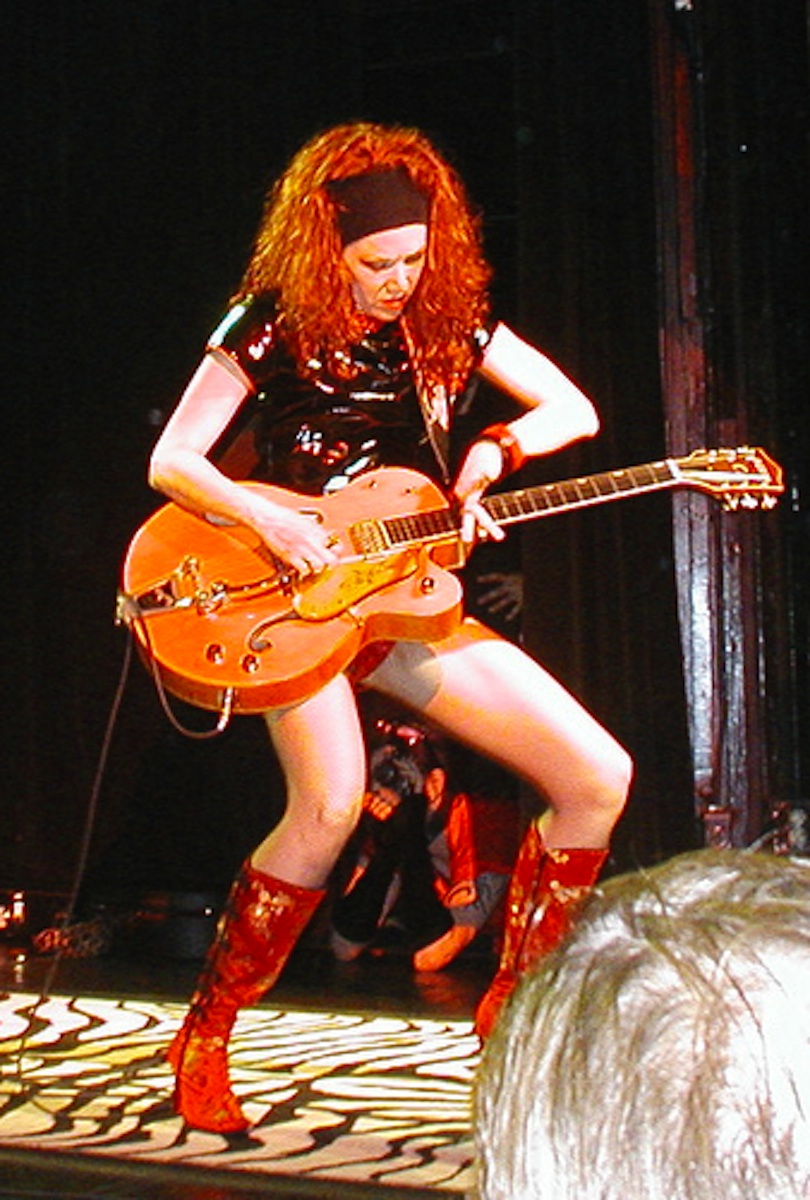
En concert en 2005, Irving Plaza.

Principalement guitariste, elle joue de la basse au milieu des années 80 pour des concerts et des studios. Ses racines musicales sont les guitaristes Link Wray et Duane Eddy dont elle loue la simplicité et l'austérité du jeu, ou les jazzmen Don Gililland (en) ou Al Casey. Cette filiation est pour partie à l'origine de l'influence rockabilly dans le son des Cramps. Elle fut aussi influencée par Dick Dale, les New York Dolls et les Stooges. Son jeu de guitare particulier, pièce maîtresse de l'identité musicale des Cramps, a eu une influence significative sur le son de la musique punk, alors émergente.
Avec Lux, elle dispose d'une énorme collection de disques des années 1950, dont les titres se comptent par milliers, et dont elle dit pourtant qu'ils ne parviennent pas à avoir tout ce qui s'est fait en matière de rock à l'époque. Le couple partage les mêmes intérêts qui vont nourrir les paroles et les titres de leurs morceaux et se refléter sur les pochettes des disques : des films de série B à bas budget, des films d'horreur, des films « tordus » qu'il visionnent dans leur maison californienne située à côté d'un cimetière, le rockabilly des années 1950 qu'ils écoutent sur de vieux 45 tours récupérés, le garage rock, la musique country, le punk naissant du New-York des années 1970, les concerts des Ramones, le même penchant pour le psychédélisme et pour une certaine culture pop.
La formation des Cramps connaît une rotation importante, les deux seuls membres permanents étant le couple Ivy-Lux, dont la légende dit qu'il ne se sépara qu'une journée en 34 ans de vie commune. Membre permanent du groupe avec celui-ci, elle en a également assuré le management, la production et la composition musicale. Elle assure notamment la production de treize albums studio, et est avec Lux co-auteur de toutes les chansons du groupe.
Elle et Lux jouent pour la dernière fois en public au mois de novembre 2006 à la House of Blues à Anaheim, en Californie

## Instruments
Ivy a utilisé, :
- une Gretsch Chet Atkins 6120 de 1958, sa guitare favorite ;
- une « Superbe » Gibson dorée de 1952, ES295 ;
- une Bill Lewis 24-fret ;
- une Ampeg Dan Armstrong Plexi ;
- cordes D'Addario XL115, calibre .011-.049 ;
- médiators or Herco ;
- une pédale Univox U-1095 Super-Fuzz, et une Fulltone Supa-Trem ST-1 ;
- un micro Shure SM57[10] ;
- sur scène, les amplis : Fender AB668 "Silverface" Pro Reverb, Fender Pro Reverb blackface, Twin reverb sur certains concerts ;

« Ma guitare est vraiment dure, avec des cordes vraiment dures (011-049) parce qu’elles sonnent mieux. Je n’aime pas les cordes élastiques, j’ai besoin de sentir physiquement le fait de jouer. »
Sur Surfin’ Dead (bande-son du film Le Retour des morts-vivants, album Return of the Living Dead, 1985) et sur l’album A Date with Elvis (1986), Poison Ivy tient la basse, ou plus exactement (dixit Lux Interior) « un truc à six cordes, qu’on appelle aussi parfois guitare baryton ». Ivy précise, à propos de Surfin’ Dead : « Nous jouons à trois sur ce morceau [...] Je fais toutes les parties de guitare. Je me sers effectivement d’une basse, mais d’une basse à six cordes. C’est un modèle assez rare de Fender, (la Fender VI également utilisée par Robert Smith sur les premiers albums de Cure) qui a un son très particulier, beaucoup plus aigu que les basses traditionnelles. »